# Muras (kommun)
Muras är en kommun i Spanien. Den ligger i provinsen Lugo i den autonoma regionen Galicien i den nordvästra delen av landet, 400 km nordväst om huvudstaden Madrid. Antalet invånare är 600 (2024). Arean är 163,81 kvadratkilometer.